# Nascar Winston Cup Series 2000

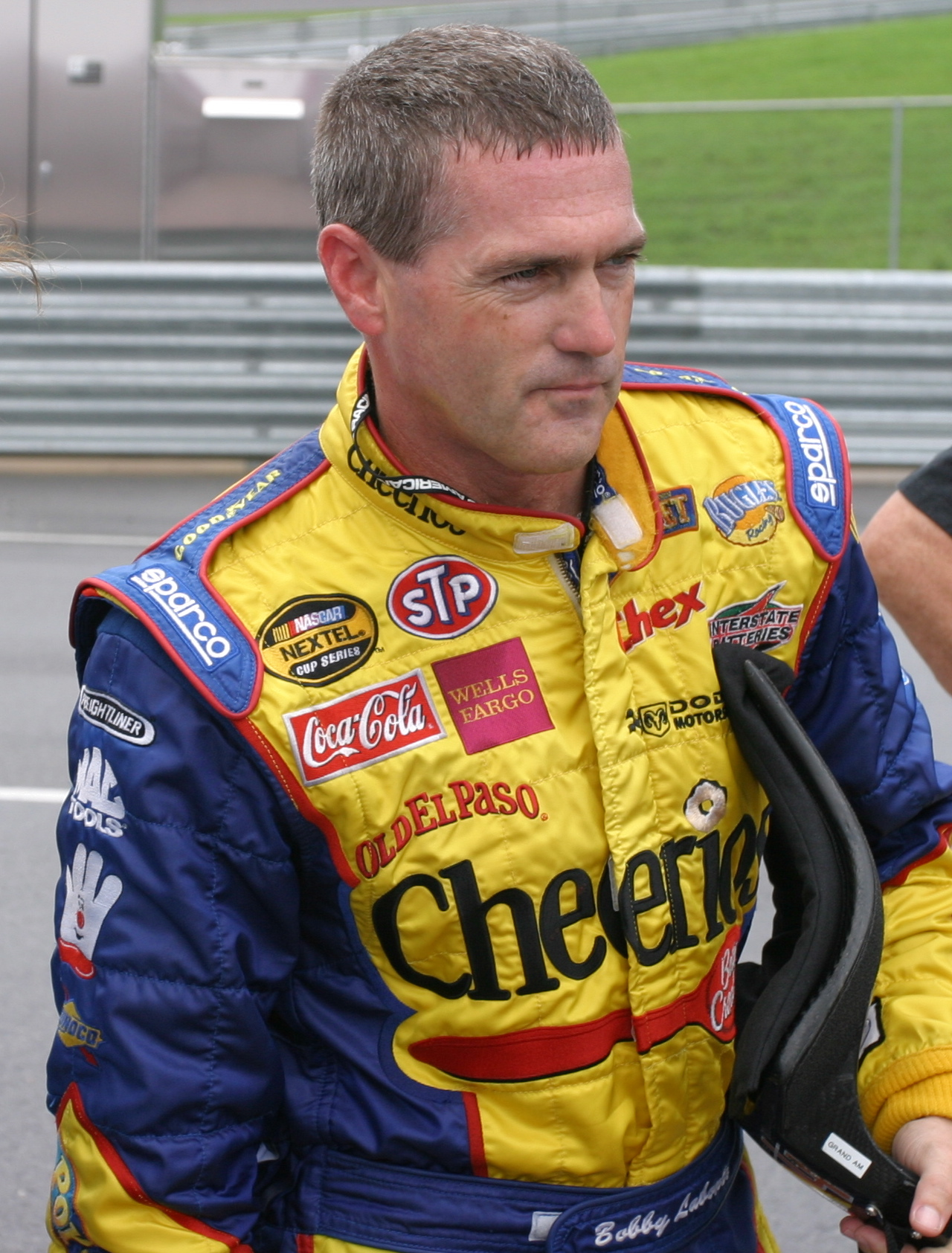
Bobby Labonte vann förarmästerskapet. (Bild från 2006.)

Nascar Winston Cup Series 2000 var den 52:a upplagan av den främsta divisionen av professionell stockcarracing i USA sanktionerad av National Association for Stock Car Auto Racing.
Säsongen bestod av 34 race och inleddes på Daytona International Speedway med uppvisningsloppen Bud Shootout 13 februari och Gatorade 125s 17 februari, vilket även var slutkval till den 42:a upplagan av Daytona 500. Säsongen avslutades 20 november på Atlanta Motor Speedway med Napa 500. Serien vanns av Bobby Labonte, vilket var hans första och enda titel. Ford vann märkesmästerskapet för andra året i rad och för 14:e gången totalt.

## Tävlingskalender
| Nr | Officiellt namn                               | Bana                                                        | Datum          |
| -- | --------------------------------------------- | ----------------------------------------------------------- | -------------- |
| KV | Bud Shootout Qualifier                        | Daytona International Speedway, Daytona Beach, Florida      | 13 februari    |
| U  | Bud Shootout                                  | Daytona International Speedway, Daytona Beach, Florida      | 13 februari    |
| KV | Gatorade 125s                                 | Daytona International Speedway, Daytona Beach, Florida      | 17 februari    |
| 1  | Daytona 500                                   | Daytona International Speedway, Daytona Beach, Florida      | 20 februari    |
| 2  | Dura Lube/Kmart 400                           | North Carolina Speedway, Rockingham, North Carolina         | 27 februari    |
| 3  | Carsdirect.com 400                            | Las Vegas Motor Speedway, Las Vegas, Nevada                 | 5 mars         |
| 4  | Cracker Barrel Old Country Store 500          | Atlanta Motor Speedway, Hampton, Georgia                    | 12 mars        |
| 5  | Mall.com 400                                  | Darlington Raceway, Darlington, South Carolina              | 19 mars        |
| 6  | Food City 500                                 | Bristol Motor Speedway, Bristol, Tennessee                  | 26 mars        |
| 7  | DirecTV 500                                   | Texas Motor Speedway, Fort Worth, Texas                     | 2 april        |
| 8  | Goody's Body Pain 500                         | Martinsville Speedway, Ridgeway, Virginia                   | 9 april        |
| 9  | Diehard 500                                   | Talladega Superspeedway, Talladega, Alabama                 | 16 april       |
| 10 | Napa Auto Parts 500                           | California Speedway, Fontana, Kalifornien                   | 30 april       |
| 11 | Pontiac Excitement 400                        | Richmond International Raceway, Richmond, Virginia          | 6 maj          |
| U  | No Bull 25 Shootout                           | Lowe's Motor Speedway, Concord, North Carolina              | 19 maj         |
| U  | Winston Open                                  | Lowe's Motor Speedway, Concord, North Carolina              | 20 maj         |
| U  | No Bull Sprint                                | Lowe's Motor Speedway, Concord, North Carolina              | 20 maj         |
| U  | The Winston                                   | Lowe's Motor Speedway, Concord, North Carolina              | 20 maj         |
| 12 | Coca-Cola 600                                 | Lowe's Motor Speedway, Concord, North Carolina              | 28 maj         |
| 13 | MBNA Platinum 400                             | Dover Downs International Speedway, Dover, Delaware         | 4 juni         |
| 14 | Kmart 400                                     | Michigan Speedway, Brooklyn, Michigan                       | 11 juni        |
| 15 | Pocono 500                                    | Pocono Raceway, Long Pond, Pennsylvania                     | 19 juni        |
| 16 | Save Mart/Kragen 350                          | Sears Point Raceway, Sonoma, Kalifornien                    | 25 juni        |
| 17 | Pepsi 400                                     | Daytona International Speedway, Daytona Beach, Florida      | 1 juli         |
| 18 | thatlook.com 300                              | New Hampshire International Speedway, Loudon, New Hampshire | 9 juli         |
| 19 | Pennsylvania 500                              | Pocono Raceway, Long Pond, Pennsylvania                     | 23 juli        |
| 20 | Brickyard 400                                 | Indianapolis Motor Speedway, Speedway, Indiana              | 5 augusti      |
| 21 | Global Crossing @ The Glen                    | Watkins Glen International, Watkins Glen, New York          | 13 augusti     |
| 22 | Pepsi 400 presented by Meijer                 | Michigan Speedway, Brooklyn, Michigan                       | 20 augusti     |
| 23 | Goracing.com 500 presented by SkyTel          | Bristol Motor Speedway, Bristol, Tennessee                  | 26 augusti     |
| 24 | Pepsi Southern 500 presented by Kmart         | Darlington Raceway, Darlington, South Carolina              | 3 september    |
| 25 | Chevrolet Monte Carlo 400                     | Richmond International Raceway, Richmond, Virginia          | 9 september    |
| 26 | Dura Lube 300 sponsored by Kmart              | New Hampshire International Speedway, Loudon, New Hampshire | 17 september   |
| 27 | MBNA.com 400                                  | Dover Downs International Speedway, Dover, Delaware         | 24 september   |
| 28 | Napa Autocare 500                             | Martinsville Speedway, Ridgeway, Delaware                   | 1 oktober      |
| 29 | UAW-GM Quality 500                            | Lowe's Motor Speedway, Concord, North Carolina              | 8 oktober      |
| 30 | Winston 500 presented by UPS                  | Talladega Superspeedway, Talladega, Alabama                 | 15 oktober     |
| 31 | Pop Secret Microwave Popcorn 400              | North Carolina Speedway, Rockingham, North Carolina         | 22 oktober     |
| 32 | Checker Auto Parts/Dura Lube 500k             | Phoenix International Raceway, Phoenix, Arizona             | 5 november     |
| 33 | Pennzoil 400 presented by Discount Auto Parts | Homestead-Miami Speedway, Homestead, Florida                | 12 november    |
| 34 | Napa 500                                      | Atlanta Motor Speedway, Hampton, Georgia                    | 19 20 november |

## Resultat
| Nr | Tävling                                       | Pole position      | Flest ledda varv   | Vinnare            | Team                     | Konstruktör | Rapport |
| -- | --------------------------------------------- | ------------------ | ------------------ | ------------------ | ------------------------ | ----------- | ------- |
| KV | Bud Shootout Qualifier                        | Ricky Craven       | Dale Jarrett       | Dale Jarrett       | Robert Yates Racing      | Ford        | Rapport |
| U  | Bud Shootout                                  | Mark Martin        | Sterling Marlin    | Dale Jarrett       | Robert Yates Racing      | Ford        | Rapport |
| KV | Gatorade 125#1                                | Dale Jarrett       | Bill Elliott       | Bill Elliott       | Bill Elliott Racing      | Ford        | Rapport |
| KV | Gatorade 125#2                                | Ricky Rudd         | Ricky Rudd         | Ricky Rudd         | Robert Yates Racing      | Ford        | Rapport |
| 1  | Daytona 500                                   | Dale Jarrett       | Dale Jarrett       | Dale Jarrett       | Robert Yates Racing      | Ford        | Rapport |
| 2  | Dura Lube/Kmart 400                           | Rusty Wallace      | Bobby Labonte      | Bobby Labonte      | Joe Gibbs Racing         | Pontiac     | Rapport |
| 3  | CarsDirect.com 400                            | Ricky Rudd         | Jeff Burton        | Jeff Burton        | Roush Racing             | Ford        | Rapport |
| 4  | Cracker Barrel Old Country Store 500          | Dale Jarrett       | Mike Skinner       | Dale Earnhardt     | Richard Childress Racing | Chevrolet   | Rapport |
| 5  | Mall.com 400                                  | Jeff Gordon        | Ward Burton        | Ward Burton        | Bill Davis Racing        | Pontiac     | Rapport |
| 6  | Food City 500                                 | Steve Park         | Jeff Gordon        | Rusty Wallace      | Penske Racing South      | Ford        | Rapport |
| 7  | DirecTV 500                                   | Terry Labonte      | Dale Earnhardt Jr. | Dale Earnhardt Jr. | Dale Earnhardt Inc.      | Chevrolet   | Rapport |
| 8  | Goody's Body Pain 500                         | Rusty Wallace      | Rusty Wallace      | Mark Martin        | Roush Racing             | Ford        | Rapport |
| 9  | Diehard 500                                   | Jeremy Mayfield    | Mark Martin        | Jeff Gordon        | Hendrick Motorsports     | Chevrolet   | Rapport |
| 10 | Napa Auto Parts 500                           | Mike Skinner       | Matt Kenseth       | Jeremy Mayfield    | Penske-Kranefuss Racing  | Ford        | Rapport |
| 11 | Pontiac Excitement 400                        | Rusty Wallace      | Rusty Wallace      | Dale Earnhardt Jr. | Dale Earnhardt Inc.      | Chevrolet   | Rapport |
| U  | No Bull 25 Race 1                             | Ricky Craven       | Jerry Nadeau       | Jerry Nadeau       | Hendrick Motorsports     | Chevrolet   | Rapport |
| U  | No Bull 25 Race 2                             | Mike Skinner       | Steve Park         | Jimmy Spencer      | Carter-Haas Motorsports  | Ford        | Rapport |
| U  | Winston Open                                  | Jerry Nadeau       | Jerry Nadeau       | Steve Park         | Dale Earnhardt Inc.      | Chevrolet   | Rapport |
| U  | No Bull Sprint                                | Mike Skinner       | Mike Skinner       | Jerry Nadeau       | Hendrick Motorsports     | Chevrolet   | Rapport |
| U  | The Winston                                   | Bill Elliott       | Bill Elliott       | Dale Earnhardt Jr. | Dale Earnhardt Inc.      | Chevrolet   | Rapport |
| 12 | Coca-Cola 600                                 | Dale Earnhardt Jr. | Dale Earnhardt Jr. | Matt Kenseth       | Roush Racing             | Ford        | Rapport |
| 13 | MBNA Platinum 400                             | Rusty Wallace      | Tony Stewart       | Tony Stewart       | Joe Gibbs Racing         | Pontiac     | Rapport |
| 14 | Kmart 400                                     | Bobby Labonte      | Jeremy Mayfield    | Tony Stewart       | Joe Gibbs Racing         | Pontiac     | Rapport |
| 15 | Pocono 500                                    | Rusty Wallace      | Rusty Wallace      | Jeremy Mayfield    | Penske-Kranefuss Racing  | Ford        | Rapport |
| 16 | Save Mart/Kragen 350                          | Rusty Wallace      | Jeff Gordon        | Jeff Gordon        | Hendrick Motorsports     | Chevrolet   | Rapport |
| 17 | Pepsi 400                                     | Dale Jarrett       | Dale Jarrett       | Jeff Burton        | Roush Racing             | Ford        | Rapport |
| 18 | thatlook.com 300                              | Rusty Wallace      | Tony Stewart       | Tony Stewart       | Joe Gibbs Racing         | Pontiac     | Rapport |
| 19 | Pennsylvania 500                              | Tony Stewart       | Dale Jarrett       | Rusty Wallace      | Penske Racing South      | Ford        | Rapport |
| 20 | Brickyard 400                                 | Ricky Rudd         | Rusty Wallace      | Bobby Labonte      | Joe Gibbs Racing         | Pontiac     | Rapport |
| 21 | Global Crossing @ The Glen                    | Bobby Labonte      | Steve Park         | Steve Park         | Dale Earnhardt Inc.      | Chevrolet   | Rapport |
| 22 | Pepsi 400 Presented by Meijer                 | Dale Earnhardt Jr. | Rusty Wallace      | Rusty Wallace      | Penske Racing South      | Ford        | Rapport |
| 23 | goracing.com 500                              | Rusty Wallace      | Rusty Wallace      | Rusty Wallace      | Penske Racing South      | Ford        | Rapport |
| 24 | Pepsi Southern 500                            | Jeremy Mayfield    | Jeremy Mayfield    | Bobby Labonte      | Joe Gibbs Racing         | Pontiac     | Rapport |
| 25 | Chevrolet Monte Carlo 400                     | Jeff Burton        | Jeff Burton        | Jeff Gordon        | Hendrick Motorsports     | Chevrolet   | Rapport |
| 26 | Dura Lube 300 sponsored by Kmart              | Bobby Labonte      | Jeff Burton        | Jeff Burton        | Roush Racing             | Ford        | Rapport |
| 27 | MBNA.com 400                                  | Jeremy Mayfield    | Tony Stewart       | Tony Stewart       | Joe Gibbs Racing         | Pontiac     | Rapport |
| 28 | Napa Autocare 500                             | Tony Stewart       | Jeff Burton        | Tony Stewart       | Joe Gibbs Racing         | Pontiac     | Rapport |
| 29 | UAW-GM Quality 500                            | Jeff Gordon        | Ricky Rudd         | Bobby Labonte      | Joe Gibbs Racing         | Pontiac     | Rapport |
| 30 | Winston 500 presented by UPS                  | Joe Nemechek       | Bill Elliott       | Dale Earnhardt     | Richard Childress Racing | Chevrolet   | Rapport |
| 31 | Pop Secret Microwave Popcorn 400              | Jeremy Mayfield    | Jeremy Mayfield    | Dale Jarrett       | Robert Yates Racing      | Ford        | Rapport |
| 32 | Checker Auto Parts/Dura Lube 500              | Rusty Wallace      | Jeff Burton        | Jeff Burton        | Roush Racing             | Ford        | Rapport |
| 33 | Pennzoil 400 presented by Discount Auto Parts | Steve Park         | Tony Stewart       | Tony Stewart       | Joe Gibbs Racing         | Pontiac     | Rapport |
| 34 | Napa 500                                      | Jeff Gordon        | Jerry Nadeau       | Jerry Nadeau       | Hendrick Motorsports     | Chevrolet   | Rapport |

## Slutställning

### Förarmästerskapet
| Plats | Förare         | Märke     | Poäng |
| ----- | -------------- | --------- | ----- |
| 1     | Bobby Labonte  | Pontiac   | 5130  |
| 2     | Dale Earnhardt | Chevrolet | 4865  |
| 3     | Jeff Burton    | Ford      | 4841  |
| 4     | Dale Jarrett   | Ford      | 4684  |
| 5     | Ricky Rudd     | Ford      | 4575  |
| 6     | Tony Stewart   | Chevrolet | 4570  |
| 7     | Rusty Wallace  | Ford      | 4544  |
| 8     | Mark Martin    | Ford      | 4410  |
| 9     | Jeff Gordon    | Chevrolet | 4361  |
| 10    | Ward Burton    | Pontiac   | 4152  |

### Märkesmästerskapet
| Pos     | Tillverkare | Vinster | Poäng |
| ------- | ----------- | ------- | ----- |
| 1       | Ford        | 14      | 194   |
| 2       | Pontiac     | 11      | 176   |
| 3       | Chevrolet   | 9       | 162   |
| Källor: |             |         |       |